# Mòdul de distància
El mòdul de distància és una manera d'expressar distàncies que s'utilitza sovint en astronomia. Descriu distàncies a escala logarítmica basada en el sistema de magnituds astronòmiques.
És la diferència (m-M) entre la magnitud aparent i l'absoluta, d'una font. Està relacionada amb la seva distància d (expressada en parsec) segons la relació: m = M + 5·log(d/10).